# Uruguayaanse peso
De peso is de munteenheid van Uruguay. Eén peso is honderd centésimo.
De volgende munten worden gebruikt: 1, 2, 5 en 10 peso. Met munten van de onderverdeling centésimo wordt niet meer mee betaald sinds juli 2010. Het papiergeld is beschikbaar in 20, 50, 100, 200, 500, 1000 en 2000 peso.